# Down Under Classic 2019
La Down Under Classic 2019, conosciuta anche come People's Choice Classic, è la quattordicesima edizione del criterium di apertura ufficiale del Tour Down Under 2019. La gara si svolse il 13 gennaio 2019 su un percorso di 50,6 km con partenza e arrivo sul circuito di Bartels Road di Adelaide, in Australia. La vittoria fu appannaggio dell'australiano Caleb Ewan, il quale completò il percorso in 1h03'59", precedendo lo slovacco Peter Sagan e il connazionale Alexander Edmondson.
Sul traguardo di Bartels Road 126 ciclisti, su 131 partenti, portarono a termine la manifestazione.

## Squadre e corridori partecipanti
| N.    | Cod. | Squadra             |
| ----- | ---- | ------------------- |
| 1-7   | MTS  | Mitchelton-Scott    |
| 11-17 | BOH  | Bora-Hansgrohe      |
| 21-27 | TFS  | Trek-Segafredo      |
| 31-37 | LTS  | Lotto Soudal        |
| 41-47 | UAD  | UAE Team Emirates   |
| 51-57 | TDD  | Team Dimension Data |
| 61-67 | TBM  | Bahrain-Merida      |
| 71-77 | EF1  | EF Education First  |
| 81-87 | SUN  | Team Sunweb         |
| 91-97 | ALM  | AG2R La Mondiale    |

| N.      | Cod. | Squadra               |
| ------- | ---- | --------------------- |
| 101-107 | AST  | Astana Pro Team       |
| 111-117 | TKA  | Team Katusha Alpecin  |
| 121-127 | GFC  | Groupama-FDJ          |
| 131-137 | MOV  | Movistar Team         |
| 141-147 | DQT  | Deceuninck-Quick-Step |
| 151-157 | TJV  | Team Jumbo-Visma      |
| 161-167 | SKY  | Team Sky              |
| 171-177 | CPT  | CCC Team              |
| 181-187 | UNI  | UniSA-Australia       |

## Ordine d'arrivo (Top 10)
| Pos. | Corridore         | Squadra    | Tempo    |
| ---- | ----------------- | ---------- | -------- |
| 1    | Caleb Ewan        | Lotto      | 1h03'59" |
| 2    | Peter Sagan       | Bora       | s.t.     |
| 3    | A. Edmondson      | Mitchelton | s.t.     |
| 4    | Roger Kluge       | Lotto      | a 2"     |
| 5    | Daniel Oss        | Bora       | a 4"     |
| 6    | Owain Doull       | Sky        | a 5"     |
| 7    | Luke Rowe         | Sky        | a 9"     |
| 8    | Luis León Sánchez | Astana     | s.t.     |
| 9    | Marco Haller      | Katusha    | s.t.     |
| 10   | Francisco Ventoso | CCC        | s.t.     |